# Kent Broadhurst
Kent Broadhurst (Saint Louis (Missouri), 4 februari 1940) is een Amerikaans acteur, scenarioschrijver en kunstschilder.

## Biografie
Broadhurst is in 1962 afgestudeerd aan de universiteit van Nebraska. 
Broadhurst begon in 1980 met acteren in de korte film The Man That Corrupted Madleyburg. Hierna heeft hij nog meerdere rollen gespeeld in films en televisieseries zoals The Verdict (1982), Silver Bullet (1985), A Shock to the System (1990), The Dark Half (1993), Léon (1994) en Law & Order (1993-2002). 
Broadhurst is ook actief als scenarioschrijver, in 2001 heeft hij het script geschreven voor de film Wild Iris.
Broadhurst is ook actief in het theater, zo heeft hij eenmaal opgetreden op Broadway. In 1997 was hij understudy voor de rol van Dr. Rank en de boodschapper in het toneelstuk A Doll's House.
Broadhurst is een lid van de Screen Actors Guild. Hij is ook actief als kunstschilder, hij heeft over de tweeduizend schilderijen geschilderd dat door het land in galeries, huizen en kantoren hangt.

## Filmografie[3]

### Films
Uitgezonderd korte films.
- 1997 Boys Life 2 – als Blondie
- 1996 Un divan à New York – als Tim
- 1994 Léon – als politieagent
- 1993 Ambush in Waco: In the Line of Duty – als Cole
- 1993 The Dark Half – als Mike Donaldson
- 1992 Mac – als mr. Tobin
- 1992 Touch and Die – als Davis
- 1991 The Gambler Returns: The Luck of the Draw – als zeeman Johnson
- 1990 A Shock to the System – als directeur
- 1988 Stars and Bars – als Ben Sereno
- 1986 Seize the Day – als handelaar
- 1985 Silver Bullet – als Herb Kincaid
- 1983 Silkwood – als Carl
- 1983 I Want to Live – als officier van justitie
- 1983 Lovesick – als homofiele patiënt
- 1982 The Verdict – als Joseph Alito
- 1980 Brubaker – als Whitley

### Televisieseries
Uitgezonderd eenmalige gastrollen.
- 1994 – 1996 Babylon 5 – als majoor Krantz – 2 afl.
- 1985 Kane & Abel – als Tony Simmons - miniserie
- 1983 Kennedy – als Richard Paul Pavlick – miniserie

## Schilderwerk
Voorbeelden van schilderijen uit de hand van Broadhurst:

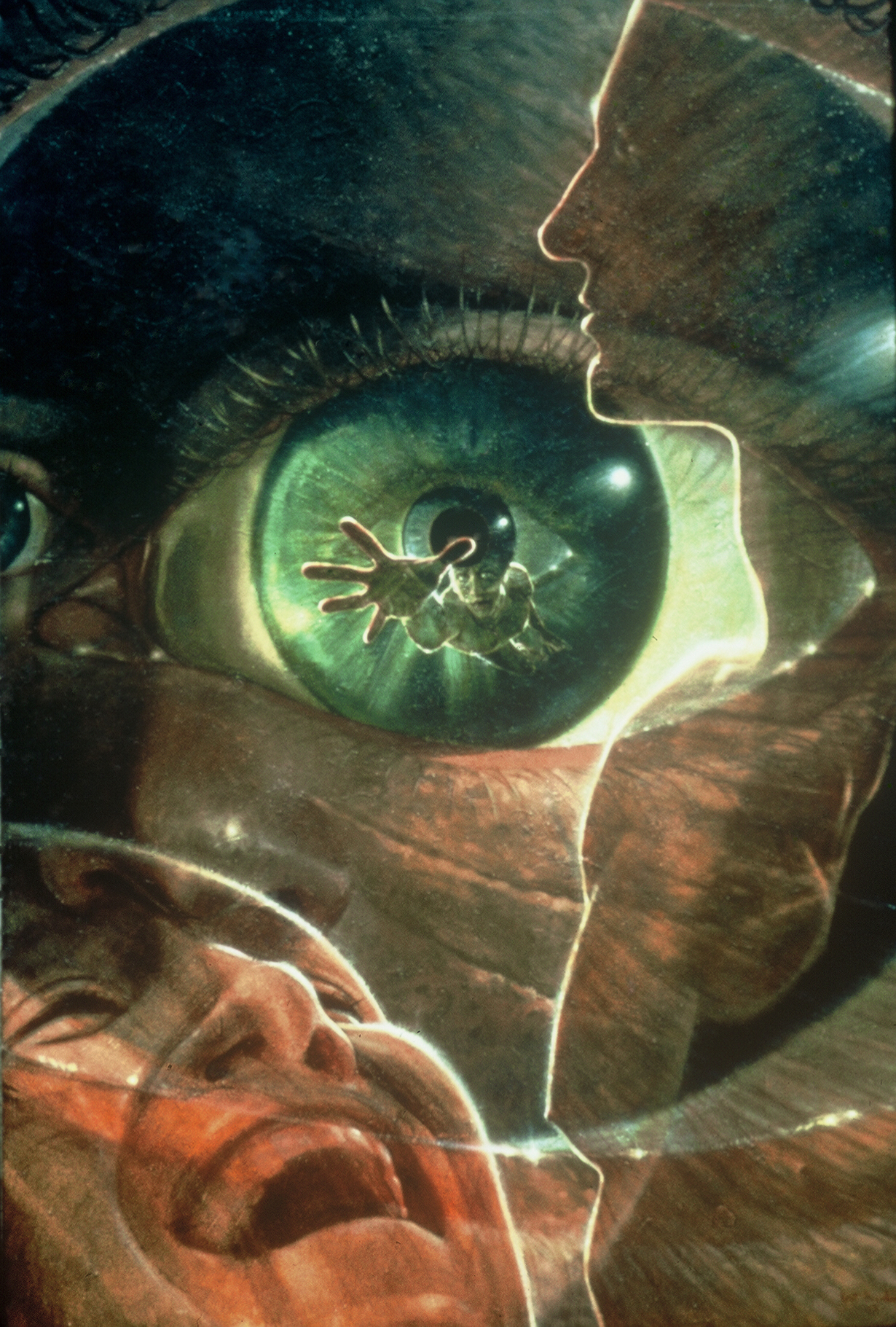
At 30 (1970)
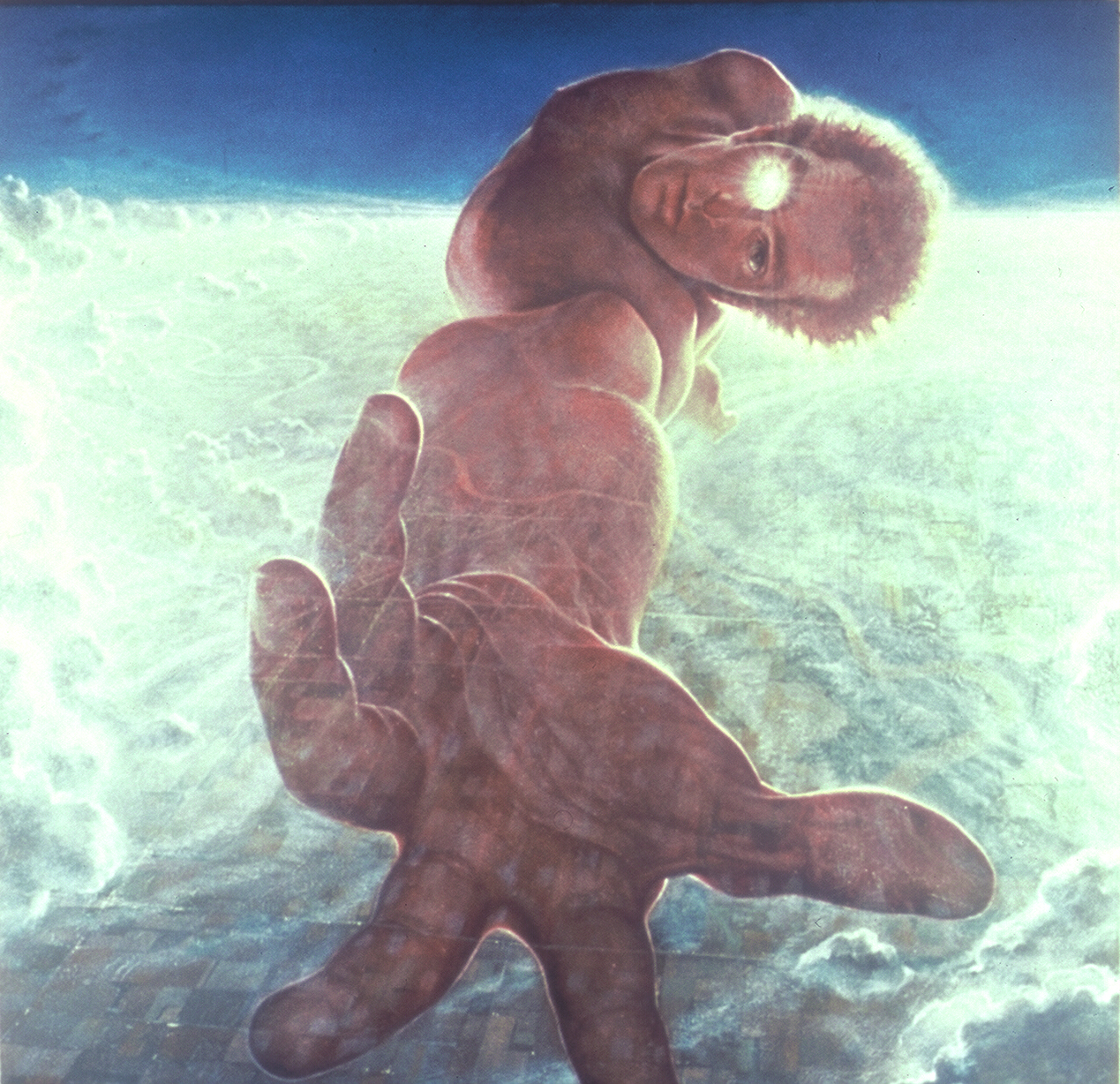
Traveling Light (1970)
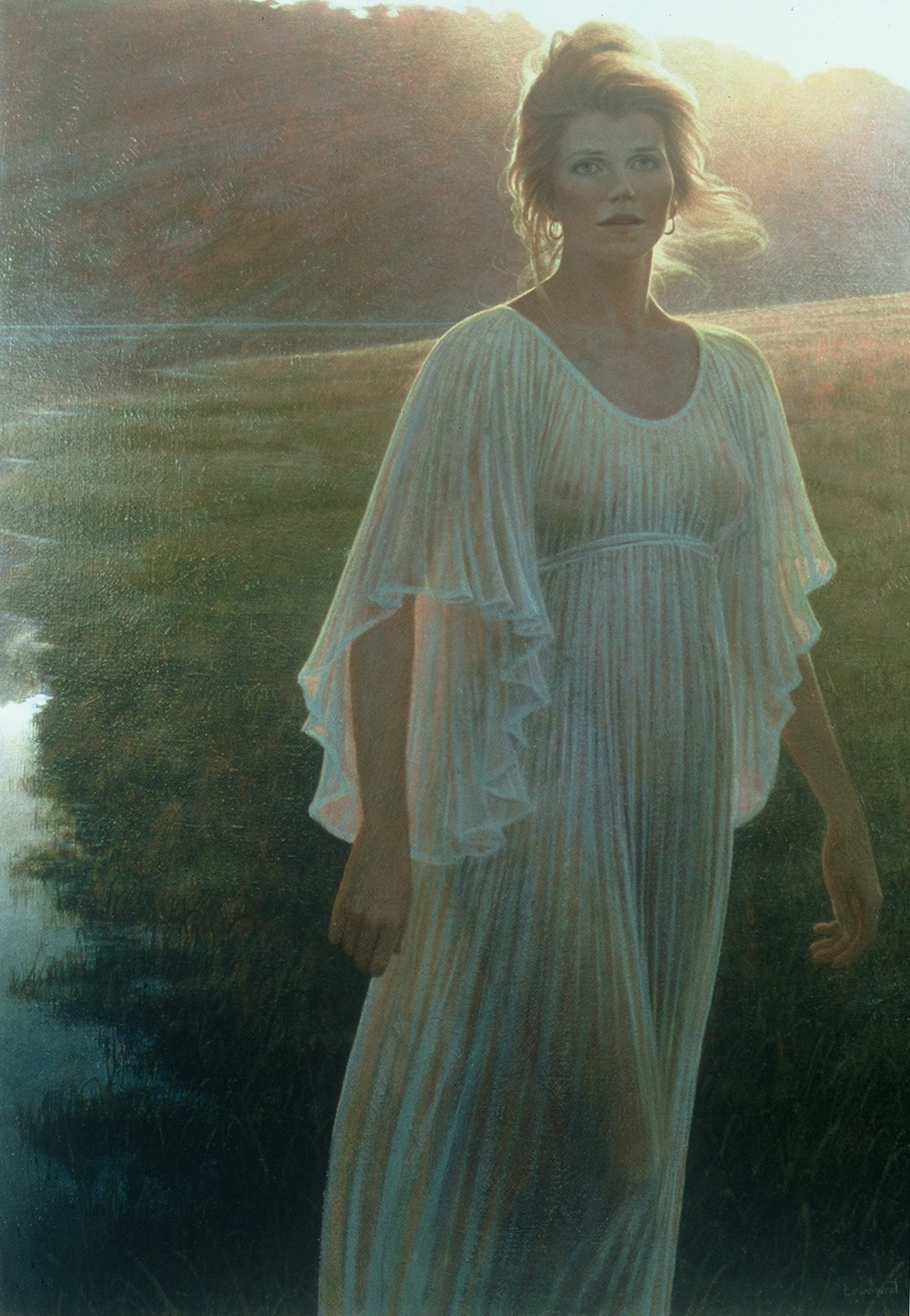
Jennifer Warren (1976)
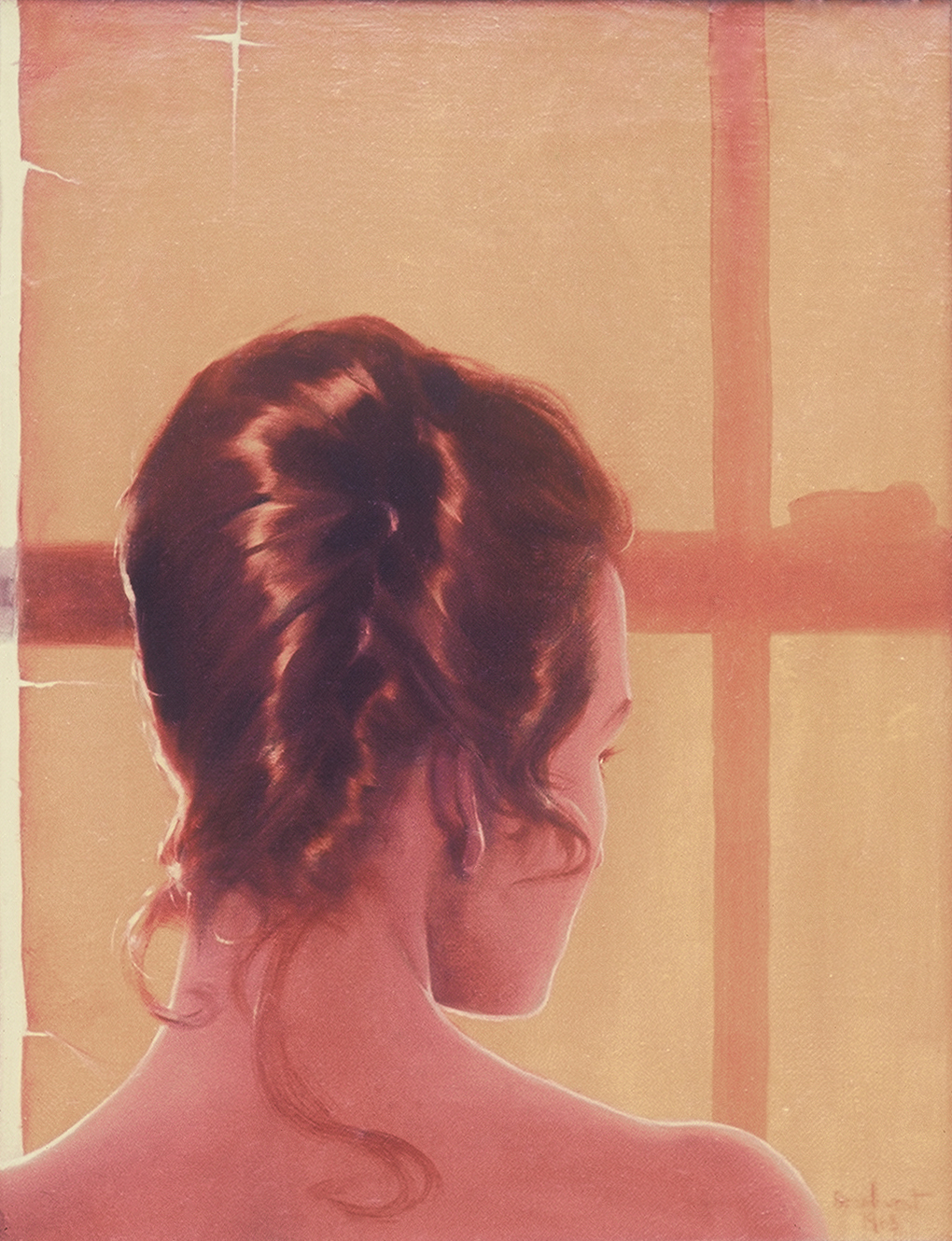
Kythera by a Window (1967)
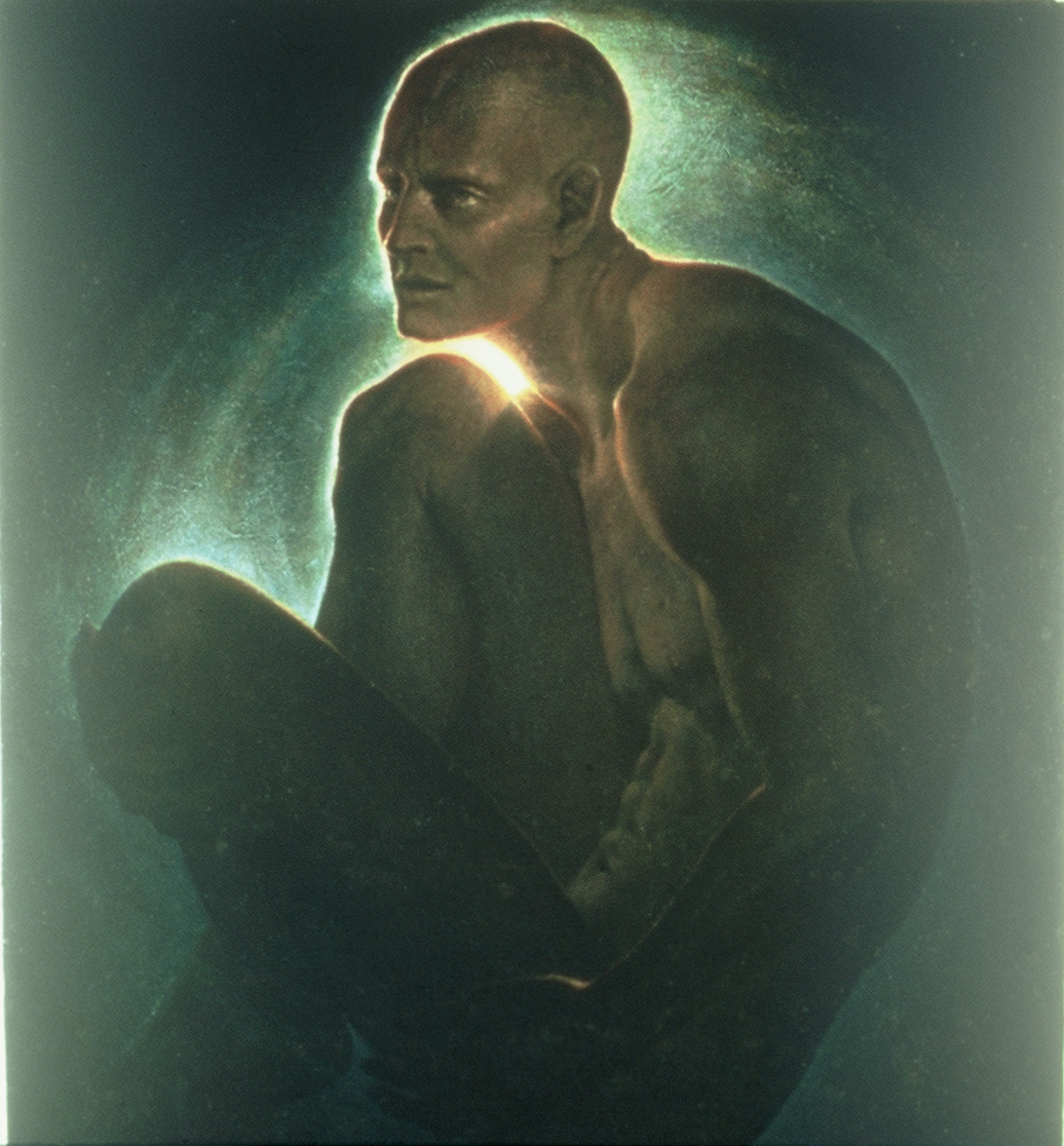
Evolving Man (1976)
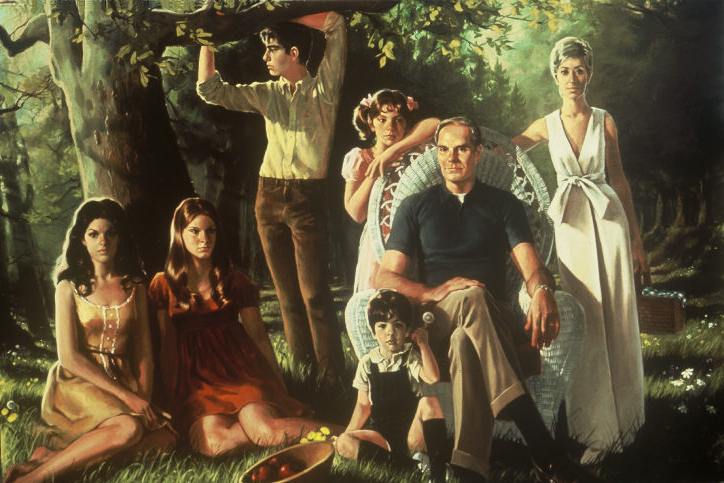
The Julian Mark Family of Stamford Connecticut (1968)
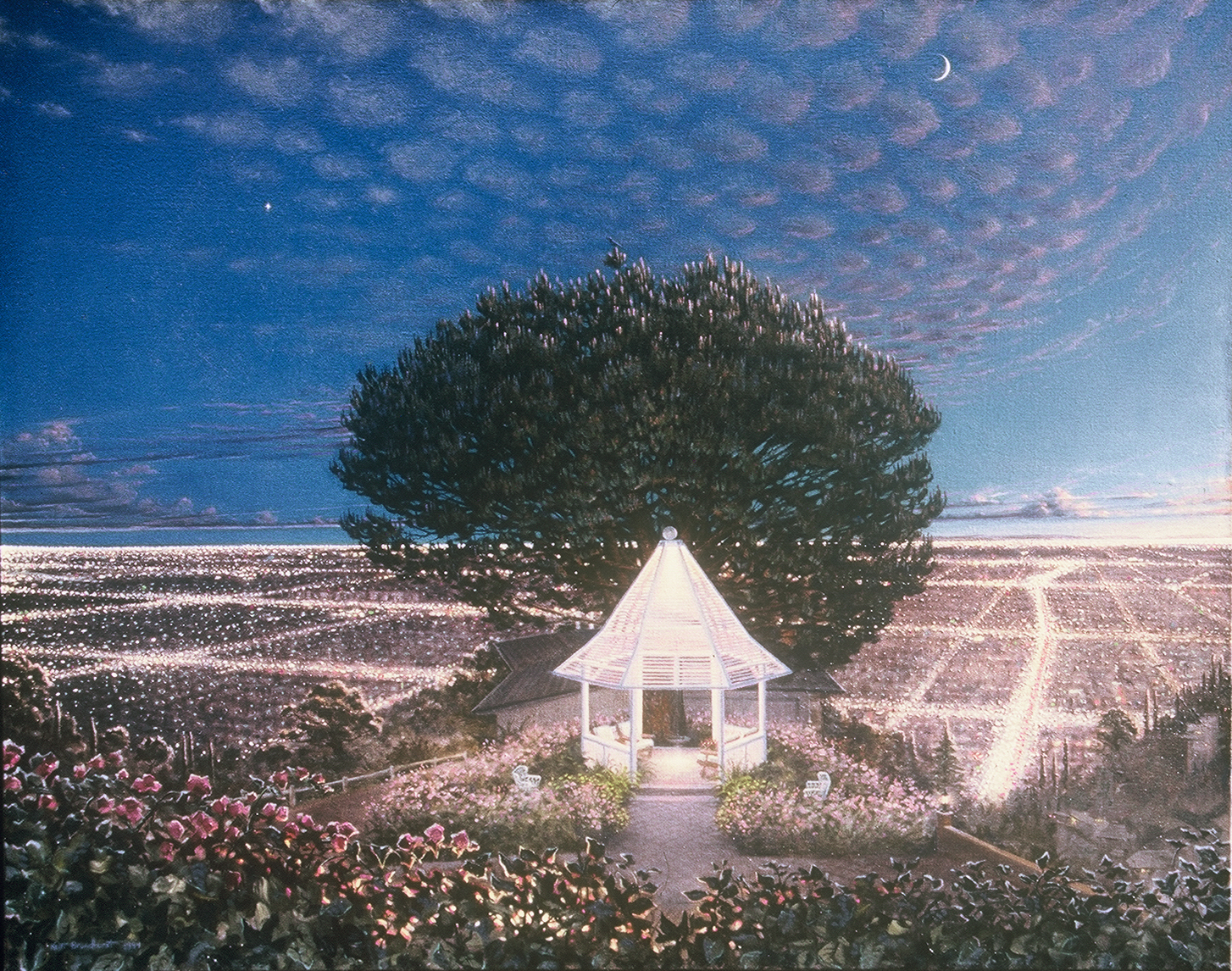
LA POV (1993)
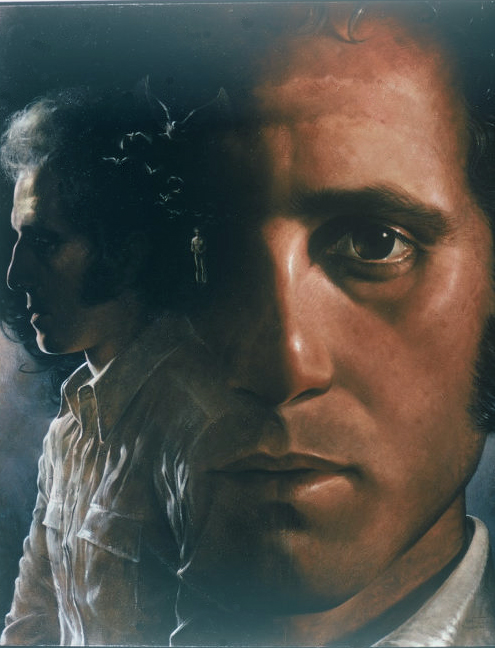
Doctor Joe Santo (1973)

- Gemeinsame Normdatei: 1061917711
- International Standard Name Identifier: 0000 0000 2621 9175
- Library of Congress Control Number: n84014689
- MusicBrainz: 9783d440-1982-48c0-906d-7bc9ce7b581a
- Nationale Bibliotheek van Israël: 987007429395405171
- Nationale Bibliotheek van Polen: a0000001835130
- SNAC: w6pg3h06
- Virtual International Authority File: 13702095
- WorldCat: E39PBJjt8XRYrwfXyjt7bRpXVC